# Cladonia floerkeana
Cladonia floerkeana (Fr.) Flörke, 1828, è una specie di lichene appartenente al genere Cladonia,  dell'ordine Lecanorales.
Il nome deriva dal botanico e lichenologo Heinrich Gustav Flörke (Altkalen, 1764 - Rostock, 1835) che la scoprì e classificò.

## Caratteristiche fisiche
Il tallo è di colore bianco fino a verde. I podezi sono di forma diritta, cilindrica; abbastanza piccoli, non superano gli 1-2 centimetri; rivestiti di cortex a chiazze o a zolle, evidenziano soredi di consistenza granulosa e di colore grigio. Gli apoteci sono di un bel colore rosso, vistosi e quasi sempre presenti. Facile da confondere con C. macilenta e C. bacillaris.

## Habitat
Specie montana, diffusa nelle zone circumboreali. Cresce soprattutto su suolo organico e torba, ma è stata ritrovata anche su sabbia e raramente su legno. Predilige un pH del substrato che va da molto acido o con valori intermedi fra molto acido e subneutrale.

## Località di ritrovamento
La specie, da considerarsi cosmopolita, è stata reperita nelle seguenti località:
- USA (Alabama, Connecticut, Distretto di Columbia, Florida, Maine, Maryland, Michigan, Minnesota, Missouri, New Jersey, New York, Carolina del Sud, Vermont, Washington, Virginia Occidentale, Wisconsin, Louisiana, Mississippi);
- Germania (Berlino);
- Australia (Nuovo Galles del Sud);
- Canada (Nuovo Brunswick, Ontario);
- Cina (Heilongjiang, Jilin, Hubei, Yunnan);
- Spagna (Castiglia e León);
- Argentina, Bahamas, Bhutan, Brasile, Danimarca, Estonia, Finlandia, Giappone, Groenlandia, Guadalupa, India, Irlanda, Islanda, Isole Azzorre, Isole Svalbard, Lituania, Lussemburgo, Nuova Caledonia, Nuova Zelanda, Oceania, Paesi Bassi, Papua Nuova Guinea, Polonia, Portogallo, Regno Unito, Sudafrica, Taiwan, Ungheria.

In Italia è presente, ma molto rara, in tutto il Trentino-Alto Adige, nell'arco alpino piemontese e nella Lombardia settentrionale; in pochissime località della Toscana orientale e della Sardegna.

## Tassonomia

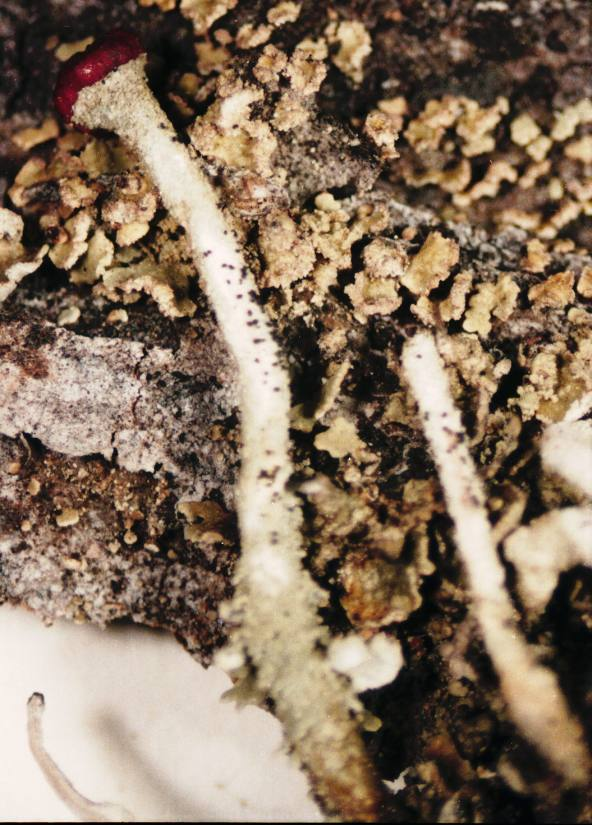
Cladonia floerkeana

Secondo alcuni autori questa specie sarebbe da identificare con la Cladonia macilenta ssp. floerkeana. Per buona parte dei lichenologi è una specie a sé stante, va riferita alla sezione Cocciferae, e presenta le seguenti forme, sottospecie e varietà (al 2008):
- Cladonia floerkeana f. carcata (Ach.) J.W. Thomson (1968), (= Cladonia floerkeana).
- Cladonia floerkeana f. floerkeana (Fr.) Flörke (1828).
- Cladonia floerkeana f. intermedia (Hepp ex Vain.) J.W. Thomson (1968), (= Cladonia floerkeana).
- Cladonia floerkeana f. minor Rabenh.
- Cladonia floerkeana f. tingens Asahina (1939).
- Cladonia floerkeana f. trachypoda (Nyl.) Harm., (= Cladonia floerkeana).
- Cladonia floerkeana var. albicans (Delise) Vain.
- Cladonia floerkeana var. alpina Asahina (1939), (= Cladonia alpina).
- Cladonia floerkeana var. brebissonii (Delise) Vain.
- Cladonia floerkeana var. carcata (Ach.) Vain. (1887), (= Cladonia floerkeana).
- Cladonia floerkeana var. chloroides (Flörke) Vain.
- Cladonia floerkeana var. floerkeana (Fr.) Flörke (1828).
- Cladonia floerkeana var. intermedia Hepp ex Vain. (1857), (= Cladonia floerkeana).
- Cladonia floerkeana var. scypellifera Vain.
- Cladonia floerkeana var. suboceanica Asahina (1939).
- Cladonia floerkeana var. symphycarpea (Flörke) Vain., (= Cladonia symphycarpia).
- Cladonia floerkeana var. trachypoda Nyl., (= Cladonia floerkeana).
- Cladonia floerkeana var. xanthocarpa Nyl.